# 断面回転半径
断面回転半径（だんめんかいてんはんけい、英: radius of gyration）は、断面の性質を表すパラメータの1つである。回転半径、断面二次半径、二次半径とも称され、以下の式で表される。
{\displaystyle r={\sqrt {I/A}}}
ここで、I は断面二次モーメント、A は断面積である。断面回転半径は長さの次元を持ち、圧縮を受ける部材（柱）の座屈を論ずる場合に重要となるパラメータであり、値が大きいほど座屈しにくくなる。部材長を断面回転半径で除した値は細長比と呼ばれる。
断面がx-y平面上にあるとし、x軸周りの断面二次モーメントを Ix 、y軸周りの断面二次モーメントを Iy 、それぞれから求めた断面回転半径を rx, ry としたとき、座標  (rx, ry) で表される点を断面二次中心という。